# 白雪公主與七個囚犯
《白雪公主與七個囚犯》是藪口黑子的漫畫作品，在《週刊YOUNG JUMP》連載。
2013年發表了VOMIC化的消息。

## 故事簡介
漫畫以白雪為名，由她和七位保護她的人為主構成的故事。作者以一個經歷巨變後，市內陷入一片荒涼環摬的東京為背景來描寫這故事。主人公——赤銅尊因失憶忘記了過去，但他決心抵抗都政府的欺壓。

## 登場人物

### 主角群
- 赤銅 尊   16歲，10月23日出生於世田谷，大地系之火山適合者。被小茜称为“快乐小子”。曾為實驗對象，因不適合者緣由而被廢棄處分。卻在兩年後帶著右手臂出現在眾人眼前。最後從白雪身體中取中毒蘋果的原石，成為了不死身，和黑雪进行近乎“无限循环”的戰鬥，最终使黑雪身体承受不住反复破坏与再生而死。
- 白雪 一號適合者，黑雪的女儿，继承了再生能力。被小茜称为“小不点”。被黑雪移植了原石后失声并停止发育，心脏变为了可以量产的毒苹果（人工生命体），最後由尊從身體內取出毒蘋果原石，並可以重新說話。
- 阿久津 藤丸  16歲，前八王子區區長，被小茜称为“光額頭小哥”。束著長頭髮，是能與機械溝通的適合者，解放力量后手部会变为无数的神经与导线同化，和黑雪戰場時為尊等人提供了不少資訊，并破坏招致陨石的天线，大戰過後右手由于过度使用，失去了毒蘋果，但仍然担任机械修理。
- K.K 肯.肯尼斯，由于被毒苹果侵蚀非常严重居然还活着所以被小茜称为“怪物先生”，同化人造物品（槍）的適合者，将血液作为子弹，本被毒苹果毒性侵蚀濒死，后被小茜救活。战后通过在美国的将军老爹运送物资。
- 潮 宗一 22歲，被小茜称为“迷你小哥”，同化人造物品（刀）的適合者，因毒蘋果毒副作用的原故持續退化，外表看起來10歲左右并不断变小，曾是名牌大學的經濟學系的學生。战后参与规划建设。
- 潮 宗二 12歲，被小茜称为“大塊頭”，同化人造物品（刀）的適合者，因毒蘋果毒副作用原故快速老化，曾因再度同化而失明，外表看起來40歲左右并不断变老，目前透過茜做過的手術正恢復視力。
- 茜 可以與血液溝通的醫生，遗传了是适合者的父亲的能力。喜欢以自己的方式称呼别人，将濒死的K.K治疗到精神饱满。后透過血液了解了白雪和黑雪的身體皆是毒蘋果，並告知尊要拿走白雪的原石才能令白雪得以成長，战后為人们提供醫療和為宗二做眼部手術。
- 珠 14歲，女性，翼龍化石適合者身上有多數個毒蘋果，澀穀區區長之一，也是唯一一個存活下來的澀穀區區長。後背叛都廳加入尊他們並且一起行動。

### 都廳
- 黑雪   被很多人都称为“老太婆”，本漫的BOSS。是治理都廳的知事，第一个将原石放到身体里获得了再生能力。后将原石移植到女儿白雪身上，通过白雪量产毒苹果（人工生命体），让自己拥有了再生与反噬两种能力，是一個人體毒蘋果，可以反射所有的攻擊，最後与不斷重生的尊进行几乎“无限循环”的战斗，由于百年的毒素积累最后身体不堪重负崩溃。
- 赤銅 泉  尊的大哥，近衛隊“猎人部队”隊長，大氣系適合者，无数次挑战黑雪但结果都是自己受伤。最后压制住黑雪为尊争取时间。
- 天城 屋  眼鏡瘋子，近衛隊“猎人部队”副隊長，化石系劍齒虎化石適合者，释放能力后会长很多毛所以被小茜称为“毛球小哥”。全身有24个毒苹果，一直用精神压制吃人的欲望。疯狂迷戀白雪，會送花給白雪，对任何接近白雪的人都会反感（包括黑雪）。后证明是对有救命之恩的白雪的死忠和生物本能才有这样的反应。在最後因受到黑雪的手下的能力影響而失去理智并爆發出所布毒蘋果的能力。遵从了“保护白雪”的本能企圖殺死黑雪，但失去理智忘记了黑雪的反噬能力，被黑雪反弹自己的攻击而被腰斩，客观上帮助小茜取得了黑雪的血液。后舔舐白雪的手，接觸了白雪的再生血液而再生，客观上帮助小茜取得了白雪的血。战后接受治疗，面前還不懂說話，像一只宠物一样听白雪的话，对除了白雪之外的人相当凶。
- 中之下 浩平  老頭子，右手能操控夢境的適合者，近衛參謀長，帮助黑雪给人洗脑，但是因为良心谴责曾一度想自杀。后幫助赤銅泉給予指示給白雪，最後和茜一起當醫生，給予人心理治療。
- 龍一   同化人造物品（砲）的適合者，对杀死卯月的尊极度仇恨，誓死不愿背叛，但后来渐渐了解到真相。

### 已死亡
- 春山 化石系之霸王龍（右手）、劍龍（左手）適合者，澀谷區長，由于要保护辖区内居民和K.K进行战斗，最后因保護尊等人逃走而死亡。
- 最上 十造 澀谷區長，植物系適合者,由于要保护辖区内居民和藤丸进行战斗，最后因保護尊等人逃走而死亡。
- 卯月 猎人部队成员，被洗脑，一直以為老太婆是自己的恩人，大地系之黑鑽石適合者，死前由于洗脑和真实记忆混乱而精神错乱，在尊的善意的谎言之下怀着幸福死去。
- 謎之三人組   三個穿著拘束服的女生，破壞人精神的適合者，拉起手可以发出破坏精神的光。因为无数的实验已经没了情感没了痛楚，像小孩子一样要别人跟她们玩。最后由于发出的光芒照射到天城屋身上使其失去理智，结果被暴走的天城屋抓碎。

### 其他
- 誠  住在八王子的一般市民，高中生， 幫助過尊。

## 物品
- 毒蘋果   分為“原石”与“人工生命体”两种。原石只有一个，来自坠落在西伯利亚的陨石，黑雪将其塞入手臂裡产生了再生能力。后将原石移植到女儿白雪身体里，白雪的心脏便变成了“人工生命体”，由于遗传的再生能力使得白雪可以量产心脏“人工生命体”。植入一般人手臂里会四处乱窜，释放毒素直到找到安居之所。如果找不到安居之所，一直释放的毒素会让人废掉或死亡。